# Philipp Mayer (Politiker, 1918)
Philipp Mayer (* 8. März 1918 in Eisenberg (Pfalz); † 14. März 1988 ebenda) war ein deutscher Politiker (SPD).

## Leben und Beruf
Nach dem Besuch der Volksschule von 1924 bis 1932 absolvierte er bis 1937 eine Druckerlehre in Grünstadt und die Berufsfachschule in Ludwigshafen. Im Jahr 1937 legte er seine Gesellenprüfung ab und nahm eine Tätigkeit im Lehrbetrieb auf. Im Jahr 1938 war er beim RAD, dem der Kriegsdienst und bis Juli 1946 Kriegsgefangenschaft in den USA folgte.
Von 1946 bis 1947 war er als Postfacharbeiter tätig. Im Anschluss war er bis 1958 als Buchdrucker bei der Fa. E. Sommer in Grünstadt beschäftigt. In dieser Zeit war er in diesem Unternehmen von 1948 bis 1958 gewählter Betriebsratsvorsitzender. Seit 1958 war er als selbstständiger Handelsvertreter im Verlagswesen tätig.

## Partei
Mayer schloss sich 1946 der SPD an. Er war stellvertretender Vorsitzender, Vorsitzender des SPD-Ortsvereins Eisenberg und Unterbezirksvorsitzender der SPD Kirchheimbolanden bzw. Donnersbergkreis. Von 1964 bis 1969 war er Mitglied des SPD-Bezirksvorstands Pfalz.

## Öffentliche Ämter

### Landtag Rheinland-Pfalz
Mayer wurde zum ersten Mal bei der Landtagswahl 1967 in den Rheinland-Pfälzischen Landtag gewählt und gehörte diesem drei Wahlperioden vom 18. Mai 1967 bis 17. Mai 1979 an. In allen Wahlperioden war er Mitglied im Petitionsausschuss. In der 6. Wahlperiode war er Schriftführender Abgeordneter. In der 7. Wahlperiode war er darüber hinaus Mitglied im Ausschuss für Verwaltungsreform.
Er war 1979 Mitglied der 7. Bundesversammlung.

### Kommunale Funktionen
Von 1952 bis 1956 war er Mitglied des Kreistags Kirchheimbolanden. Im Anschluss bis 1967 war er Mitglied des Bezirkstags der Pfalz. Von 1964 bis 1983 war er Erster Beigeordneter der Stadt Eisenberg und von 1972 bis 1983 der Verbandsgemeinde Eisenberg.

## Ehrungen
- Bundesverdienstkreuz Erster Klasse (1979)
- Ehrenring der Stadt Eisenberg

## Sonstiges Engagement
Mayer war Mitglied der IG Druck und Papier.